# 双重否定句
是在同一句中用两个相互配合的否定詞来表达含义的现象。双重否定句可用于表达否定或肯定两种相反的含义。例子：不會不，即是「絕對會」；不得不，即是「必須」。

## 中文
例：不得不，不能不。能增強文章語氣。
看到跌倒的小孩沒有人會不幫助他。

## 英语
标准英语语法在主从复合句中存在双重否定的应用，而过在单句中基本没有。但在日常口语中，经常可以听到貌似含有双重否定的句子，不过这时的双重否定在表意上大多數不是负负得正的肯定，而是用来表达否定的含义，同时有很强程度的强调作用。单句中双重否定的这一用法，据传最早起源于黑人英语，20世纪后在美国被广泛的接受与应用于口语以及电影和歌词，而书面运用的情况比较罕见，目前只存在于引用他人说话的部分。
举例：
- I ain't doing nothing.——我什么事都沒在幹。
- You don't know nothing. ——你什么都不知道。
- We are not going nowhere. ——我们哪里都不去。
- We don't need no education. ——我们不需要教育。
- But you ain't got no legs. ——可是你沒有腿。
- I can't believe it's not butter!——我無法相信這不是黃油！

## 法语
法语中用双重否定来表达否定含义。
例如：
- ：意指「我没有吃」，當中和都表示否定，但兩者一併使用亦表示否定。